# Regió d'Auckland
Auckland (en maori: Tāmaki Makaurau) és una de les setze regions de Nova Zelanda, localitzada al nord-oest de l'illa del Nord. Amb una població d'1.571.718 habitants el 2018, és la regió més poblada del país. La ciutat principal i capital és Auckland, on hi ha la Universitat d'Auckland.
La regió fa frontera al nord amb Northland i al sud amb Waikato.

## Etimologia
El governador de Nova Zelanda William Hobson, després d'acordar el Tractat de Waitangi, va escollir l'àrea on es troba la ciutat d'Auckland com a la nova capital neozelandesa i l'anomenà en honor de George Eden, Earl d'Auckland i governador general de l'Índia. La regió fou nomenada en honor de la ciutat homònima.

## Geografia

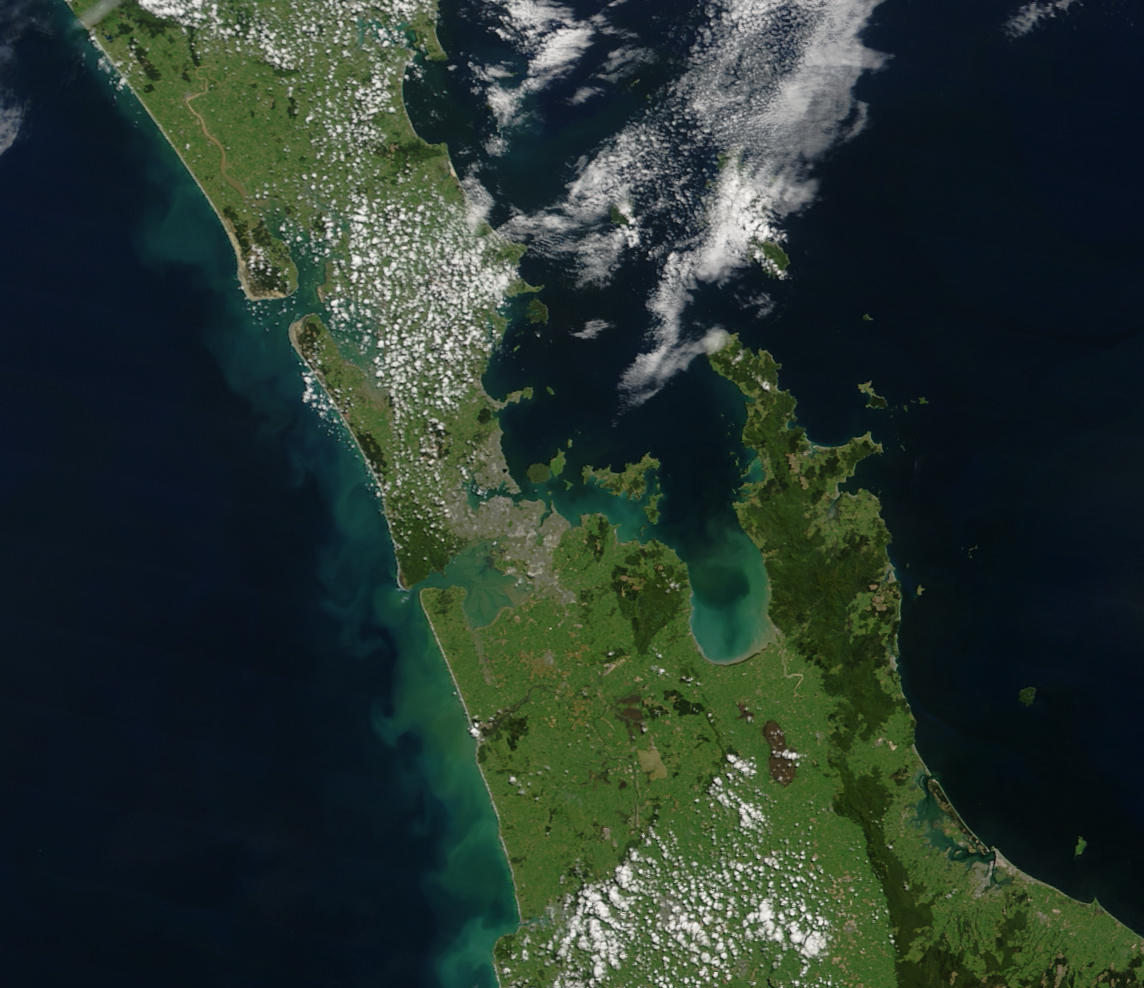
Vista aèria de la regió d'Auckland i de la península de Coromandel a l'est

La regió s'estén des de la badia de Kaipara al nord fins a l'inici de la península del nord d'Auckland al sud. Auckland es troba en un istme que parteix la península del nord d'Auckland (incloent Northland) i la resta de l'illa del Nord. El riu Waikato generalment parteix Auckland i Waikato. La regió inclou les illes del golf de Hauraki. La seva superfície és de 4.894 km².
Pel que fa a àrea, aquesta és la regió més petita després de Nelson. El punt més alt regional es troba al pic de l'illa de la Petita Barrera a una altitud de 722 metres.

## Clima
| Paràmetres climàtics mitjans de Auckland                   | Paràmetres climàtics mitjans de Auckland | Paràmetres climàtics mitjans de Auckland | Paràmetres climàtics mitjans de Auckland | Paràmetres climàtics mitjans de Auckland | Paràmetres climàtics mitjans de Auckland | Paràmetres climàtics mitjans de Auckland | Paràmetres climàtics mitjans de Auckland | Paràmetres climàtics mitjans de Auckland | Paràmetres climàtics mitjans de Auckland | Paràmetres climàtics mitjans de Auckland | Paràmetres climàtics mitjans de Auckland | Paràmetres climàtics mitjans de Auckland | Paràmetres climàtics mitjans de Auckland |
| Mes                                                        | Gen.                                     | Feb.                                     | Mar.                                     | Abr.                                     | Mai.                                     | Jun.                                     | Jul.                                     | Ago.                                     | Set.                                     | Oct.                                     | Nov.                                     | Des.                                     | Anual                                    |
| ---------------------------------------------------------- | ---------------------------------------- | ---------------------------------------- | ---------------------------------------- | ---------------------------------------- | ---------------------------------------- | ---------------------------------------- | ---------------------------------------- | ---------------------------------------- | ---------------------------------------- | ---------------------------------------- | ---------------------------------------- | ---------------------------------------- | ---------------------------------------- |
| Temperatura diària màxima °C (°F)                          | 23,3 (73,9)                              | 23,7 (74,7)                              | 22,4 (72,3)                              | 20,0 (68)                                | 17,4 (63,3)                              | 15,2 (59,4)                              | 14,5 (58,1)                              | 15,0 (59)                                | 16,2 (61,2)                              | 17,8 (64)                                | 19,6 (67,3)                              | 21,6 (70,9)                              | 18,9 (66)                                |
| Temperatura diària mínima °C (°F)                          | 15,3 (59,5)                              | 15,8 (60,4)                              | 14,6 (58,3)                              | 12,3 (54,1)                              | 10,0 (50)                                | 8,0 (46,4)                               | 7,1 (44,8)                               | 7,6 (45,7)                               | 8,9 (48)                                 | 10,5 (50,9)                              | 12,1 (53,8)                              | 13,9 (57)                                | 11,3 (52,3)                              |
| Precipitació total mm (polzades)                           | 75 (3)                                   | 65 (2,6)                                 | 94 (3,7)                                 | 105 (4,1)                                | 103 (4,1)                                | 139 (5,5)                                | 146 (5,7)                                | 121 (4,8)                                | 116 (4,6)                                | 91 (3,6)                                 | 93 (3,7)                                 | 91 (3,6)                                 | 1.240 (48,8)                             |
| Font: National Institute of Water and Atmospheric Research |                                          |                                          |                                          |                                          |                                          |                                          |                                          |                                          |                                          |                                          |                                          |                                          |                                          |

## Districtes
Des de 2010 Auckland és una autoritat unitària i conseqüentment no té cap districte.

### Districtes històrics
Fins al 2010 Auckland se subdividia en set districtes:
| Districte             | Localització          | Capital     | Població (2010) | Àrea      | Densitat    |
| --------------------- | --------------------- | ----------- | --------------- | --------- | ----------- |
| Ciutat d'Auckland     | Ciutat d'Auckland     | Auckland    | 450.300         | 637 km²   | 706,9/km²   |
| Districte de Franklin | Districte de Franklin | Pukekohe    | 65.200          | 2.188 km² | 29,8/km²    |
| Ciutat de Manukau     | Ciutat de Manukau     | Manukau     | 375.600         | 683 km²   | 549,9/km²   |
| Ciutat de North Shore | Ciutat de North Shore | North Shore | 229.000         | 130 km²   | 1.761,5/km² |
| Districte de Rodney   | Districte de Rodney   | Helensville | 100.000         | 2.427 km² | 41,2/km²    |
| Districte de Papakura | Districte de Papakura | Papakura    | 49.800          | 123 km²   | 404,9/km²   |
| Ciutat de Waitakere   | Ciutat de Waitakere   | Waitakere   | 208.100         | 367 km²   | 567,0/km²   |

## Demografia
| Evolució demogràfica d'Auckland | Evolució demogràfica d'Auckland | Evolució demogràfica d'Auckland |
| Any                             | Població                        | Creixement                      |
| ------------------------------- | ------------------------------- | ------------------------------- |
| 1991                            | 943.773                         |                                 |
| 1996                            | 1.068.660                       | +13,2%                          |
| 2001                            | 1.158.891                       | +8,4%                           |
| 2006                            | 1.303.068                       | +12,4%                          |

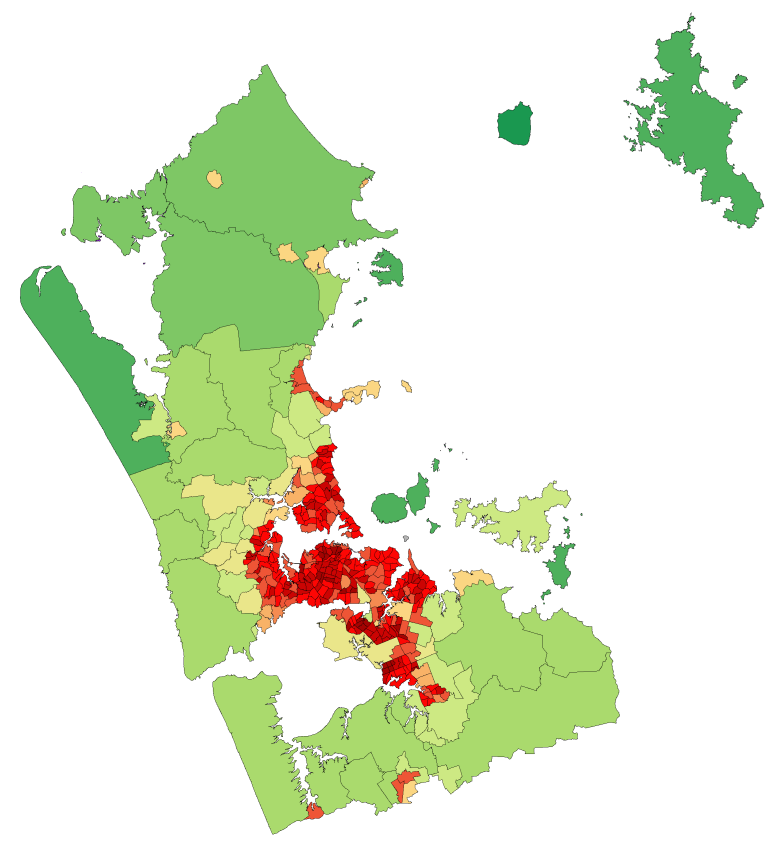
Densitat de població a Auckland segons el cens de 2006

Segons el cens de 2006 Auckland tenia 1.303.068 habitants, un creixement de 144.177 (12,4%) des del cens de 2001. Hi havia 439.083 llars habitades, 33.354 llars no habitades i 3.975 llars en construcció.
De la població d'Auckland, 634.491 (48,7%) eren homes i 668.577 (51,3%) eren dones. La regió tenia una edat mediana de 33,9 anys, 2,0 anys menys que la mediana nacional de 35,9 anys. Les persones majors de 64 anys formaven el 9,9% de la població, comparat amb el 12,3% nacionalment; les persones menors de 15 anys formaven el 22,1% de la població, comparat amb el 21,5% nacionalment.
L'etnologia d'Auckland era (amb figures nacionals en parèntesis): 56,5% europeus (67,6%); 11,1% maoris (14,6%); 18,8% asiàtics (9,2%); 14,3% illencs pacífics (6,9%); 1,5% de l'Orient Pròxim, Llatinoamèrica o Àfrica (0,9%) i 8,1% d'altres ètnies (11,1%).
Auckland tenia un atur de 5,6% per persones majors de 14 anys, més que la figura nacional de 5,1%. El sou anual mitjà de persones majors de 14 anys era (en dòlars neozelandesos) de 26.800$, comparat amb 24.400$ nacionalment. D'aquestes, un 40,9% tenien un sou anual de menys de 20.001$, comparat amb un 43,2% nacionalment; mentre que un 21,6% tenien un sou anual d'igual o de més de 50.000$, comparat amb un 18,0% nacionalment.

## Política

### Política regional
El consell d'Auckland va ser format com a part de reformes locals d'Auckland el novembre de 2010. Aquestes reformes van fer Auckland una autoritat unitària, fent que tots els districtes fossin abolits i que el govern local de la ciutat d'Auckland fos el mateix govern que el de la regió d'Auckland. L'actual alcalde del consell és Len Brown.
El consell d'Auckland està format per 20 consellers de 13 circumscripcions.
| Circumscripció      | Conseller          | Partit                         |
| ------------------- | ------------------ | ------------------------------ |
| Albany              | Michael Goudie     | Independent                    |
| Albany              | Wayne Walker       | Putting People First           |
| Albert-Eden-Roskill | Cathy Casey        | City Vision                    |
| Albert-Eden-Roskill | Christine Fletcher | Citizens & Ratepayers          |
| Franklin            | Des Morrison       | Citizens & Ratepayers          |
| Howick              | Dick Quax          | Citizens & Ratepayers          |
| Howick              | Sharon Stewart     | Independent                    |
| Manukau             | Arthur Anae        | Independent                    |
| Manukau             | Alf Filipaina      | Laborista                      |
| Manurewa-Papakura   | Calum Penrose      | Manurewa-Papakura First Action |
| Manurewa-Papakura   | John Walker        | Independent                    |
| Maungakiekie-Tamaki | Richard Northey    | Laborista                      |
| North Shore         | Ann Hartley        | Shore Voice                    |
| North Shore         | George Wood        | Citizens & Ratepayers          |
| Orakei              | Cameron Brewer     | Independent                    |
| Rodney              | Penny Webster      | Independent                    |
| Waitakere           | Sandra Coney       | Best for the West              |
| Waitakere           | Penny Hulse        | Independent                    |
| Waitemata and Gulf  | Mike Lee           | Independent                    |
| Whau                | Noelene Raffills   | Citizens & Ratepayers          |

### Política nacional
Nacionalment, Auckland es localitza en 21 circumscripcions electorals generals i en 3 circumscripcions electorals maoris de la Cambra de Representants de Nova Zelanda.
| Circumscripció          | Diputat                | Partit    |
| ----------------------- | ---------------------- | --------- |
| Auckland Central        | Nikki Kaye             | Nacional  |
| Botany                  | Jami-Lee Ross          | Nacional  |
| East Coast Bays         | Murray McCully         | Nacional  |
| Epsom                   | John Banks             | ACT       |
| Helensville             | John Key               | Nacional  |
| Hunua                   | Paul Hutchison         | Nacional  |
| Māngere                 | Su'a William Sio       | Laborista |
| Manukau East            | Ross Robertson         | Laborista |
| Manurewa                | Louisa Wall            | Laborista |
| Maungakiekie            | Sam Lotu-Iiga          | Nacional  |
| Mount Albert            | David Shearer          | Laborista |
| Mount Roskill           | Phil Goff              | Laborista |
| New Lynn                | David Cunliffe         | Laborista |
| North Shore             | Maggie Barry           | Nacional  |
| Northcote               | Jonathan Coleman       | Nacional  |
| Pakuranga               | Maurice Williamson     | Nacional  |
| Papakura                | Judith Collins         | Nacional  |
| Rodney                  | Mark Mitchell          | Nacional  |
| Tāmaki                  | Simon O'Connor         | Nacional  |
| Te Atatū                | Phil Twyford           | Laborista |
| Waitakere               | Paula Bennett          | Nacional  |
| Hauraki-Waikato (maori) | Nanaia Mahuta          | Laborista |
| Tāmaki Makaurau (maori) | Pita Sharples          | Maori     |
| Te Tai Tokerau (maori)  | Hone Harawira          | Mana      |
| (Llista)                | Jacinda Ardern         | Laborista |
| (Llista)                | Kanwaljit Singh Bakshi | Nacional  |
| (Llista)                | Cam Calder             | Nacional  |
| (Llista)                | David Clendon          | Verd      |
| (Llista)                | Julie Anne Genter      | Verd      |
| (Llista)                | Tau Henare             | Nacional  |
| (Llista)                | Paul Goldsmith         | Nacional  |
| (Llista)                | Tim Groser             | Nacional  |
| (Llista)                | Melissa Lee            | Nacional  |
| (Llista)                | David Parker           | Laborista |
| (Llista)                | Denise Roche           | Verd      |
| (Llista)                | Andrew Williams        | NZ Primer |

## Educació

### Educació terciària

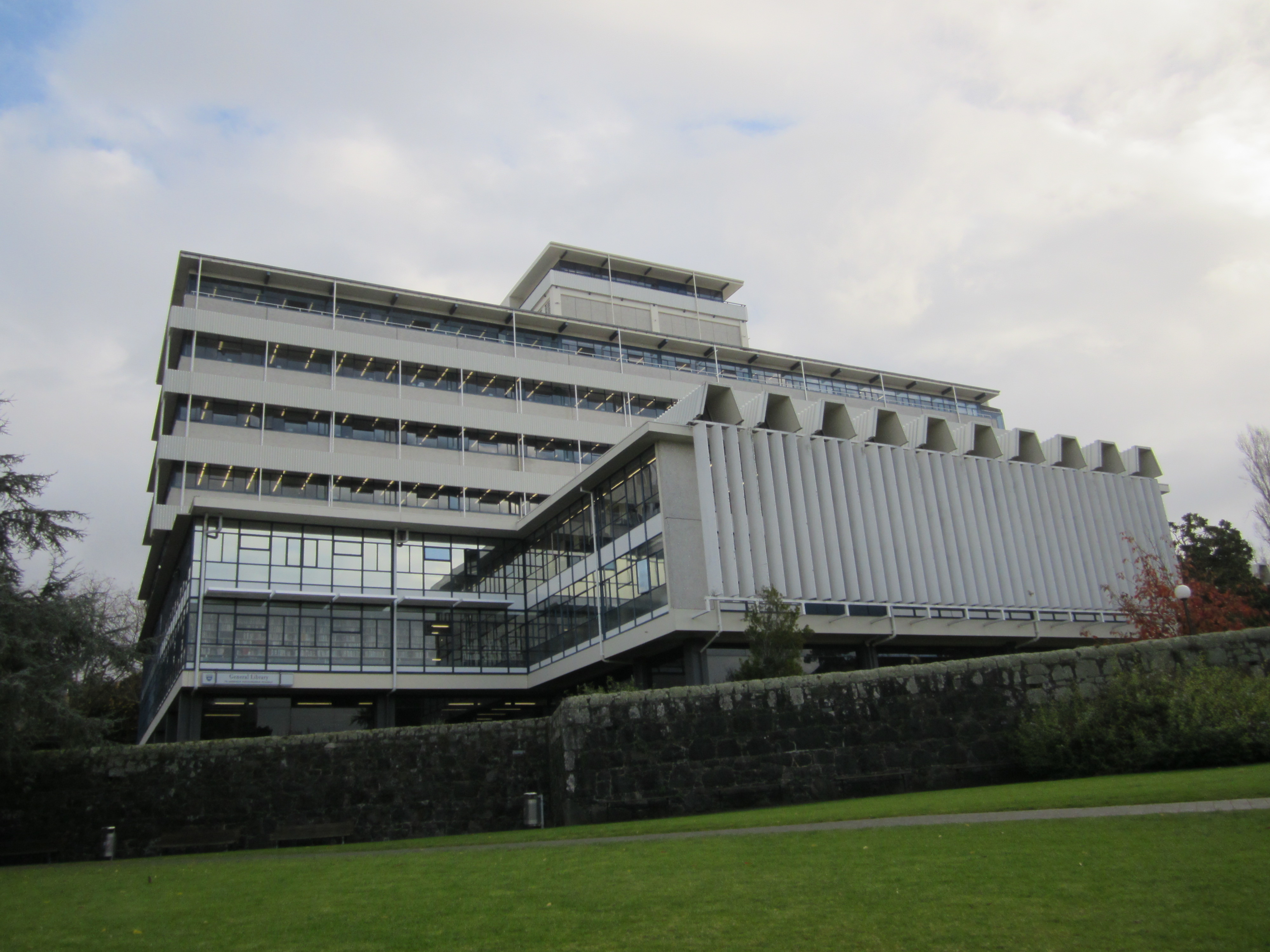
Vista de la biblioteca de la Universitat d'Auckland el 2012

A Auckland es localitzen dues universitats neozelandeses: la Universitat d'Auckland i la Universitat de Tecnologia d'Auckland. La Universitat d'Auckland tenia uns 39.940 estudiants el 2009 i la Universitat de Tecnologia d'Auckland en tenia 27.141 el 2010.

### Educació secundària
La regió disposa d'una gran quantitat de centres educatius que ofereixen educació secundària, entre els quals hi destaquen l'Auckland Grammar School i Saint Peter's College. Saint Peter's College és el col·legi secundari més antic de la regió en ser establert el 1841.

## Esports

### Rugbi
Auckland té tres equips de rugbi a 15 professionals: Auckland, Counties Manukau i North Harbour. Tots tres participen en l'ITM Cup, la primera divisió del rugbi a 15 neozelandès. Auckland i North Harbour formen part de la franquícia de rugbi Blues; Counties Manukau, juntament amb Bay of Plenty, King Country, Thames Valley i Waikato, forma part de la franquícia Chiefs. Els Blues i els Chiefs participen en el Super Rugby; els Blues l'han guanyat en tres ocasions (1996, 1997 i 2003) i els Chiefs l'han guanyat en una ocasió (2012).
La regió té un equip de rugbi a 13 a la National Rugby League: els New Zealand Warriors. Els Warriors no han guanyat la lliga, però han quedat en segon lloc en dues ocasions: el 2002 i el 2011.

### Futbol
Els dos equips més prestigiosos del Campionat de Futbol de Nova Zelanda provenen d'Auckland; aquests són l'Auckland City i el Waitakere United. A més, entre el 1999 i el 2007 existí el New Zealand Knights FC, un club de futbol de l'A-League.

### Altres
Altres equips esportius d'Auckland inclouen: 
- Bàsquet: New Zealand Breakers (NBL Austràlia); Auckland Pirates i Harbour Heat (NBL Nova Zelanda)
- Criquet: Auckland Aces (masculí) i Auckland Hearts (femení)
- Netball: Northern Mystics